# آنا ماريا فاغنر
آنا ماريا فاغنر (مواليد 17 مايو 1996) هي لاعبة جودو ألمانية، فازت بالميدالية البرونزية في منافسة الفرق المختلطة في الألعاب الأولمبية الصيفية 2020.